# Гюнешли (Шемахинский район)
Гюнешли (азерб. Günəşli; до 25 декабря 2020 года Сагиян) — село в Шемахинском районе Азербайджана.

## Топонимика
Согласно «Энциклопедическому словарю топонимов Азербайджана», прежнее название села связано с расположенным здесь пресноводным бессточным озером Сагиян. Название «Сагиян» произошло от тюркских слов «сага» (исток реки, место воды) и «ян» (край, берег) и означает «берег, край воды».

## История
В период нахождения поселения в составе Российской Империи изначально территориально относилось к Шамахинской губернии, после ее упразднения — к Бакинской. По данным «Кавказского календаря» на 1856 год село Сагиян населяли армяне, которые являлись последователями армянской церкви и между собой говорили по-армянски и «татарски» (по-азербайджански).  По данным на 1870 год, село относилось к селам Шемахинского уезда населенным исключительно армянами. В селе находился армянский монастырь Святого первомученника Стефана (арм. Սուրբ Ստեփանոս Նախավկա - Сурб Степанос), который был построен в 1660 году архимандритом Киракосом
9 и 28 июля 1828 года в районе произошло сильное землетрясение, в результате  чего в селе было разрушено 247 домов и 30 торговых лавок, а в окрестных селах 300 домов и один армянский монастырь. В самом же Сагияне также был поврежден армянский храм, на стене которого появилась трещина
25 декабря 2020 года село Сагиян было переименовано в Гюнешли.

## Известные уроженцы
- Караогланов Александр Гаврилович
- Власов Вачаган Рачиевич
- Арутюнян Микаел Арутюнович